# توماس بلانشارد
توماس بلانشارد (بالفرنسية: Thomas Blanchard)‏ هو ممثل فرنسي، ولد في 16 يوليو 1980 بأنجيه في فرنسا.

## وصلات خارجية
- توماس بلانشارد على موقع IMDb (الإنجليزية)
- توماس بلانشارد على موقع ألو سيني (الفرنسية)
- توماس بلانشارد على موقع أول موفي (الإنجليزية)
- توماس بلانشارد على موقع قاعدة بيانات الفيلم (الإنجليزية)
- توماس بلانشارد على موقع كينوبويسك (الروسية)